# Trachyrincus villegai
Trachyrincus villegai és una espècie de peix de la família dels macrúrids i de l'ordre dels gadiformes.

## Morfologia
- Els mascles poden assolir 44 cm de llargària total.[5][6]

## Hàbitat
És un peix d'aigües profundes que viu entre 250-980 m de fondària.

## Distribució geogràfica
Es troba des del nord del Perú fins al Xile central.